# 스카이 스트래크
스카이 스트래크(영어: Skye Stracke, 1990년 12월 4일 ~ )는 오스트레일리아의 여자 모델이다.

## 경력
퍼스 출신인 스카이 스트래크는 모델로 활동하기 전에는 본래 메이크업 아티스트가 되고 싶어 하였다. 오스트레일리아의 모델 기획사인 비비언(Vivien)에서 주관한 모델 경선에서 우승한 그녀는 로즈마운트(Rosemount) 오스트레일리아 패션 주간에서 모델 워킹을 선보였다. 바로 이곳에서 그녀는 DNA 모델 매니지먼트에 채용되었다.
2008년 1월 9일 그녀는 모델 일을 계속하기 위해 미국 뉴욕으로 자리를 옮겼다. 샤넬, 크리스찬 라크르와, 니나리치, 미소니 등에서 주최한 런웨이 무대에 섰으며, 미국판, 러시아판 보그의 사진 모델로도 잠깐 출연하였다. 또한 라코스테에서 주최한 캠페인에도 모델로 출연하였다.